# Melanophylla angustior
Melanophylla angustior är en tvåhjärtbladig växtart som beskrevs av Mcpherson och Rabenantoandro. Melanophylla angustior ingår i släktet Melanophylla och familjen Torricelliaceae. Inga underarter finns listade.